# 桐生自然観察の森
桐生自然観察の森（きりゅうしぜんかんさつのもり）は、群馬県桐生市川内町二丁目にある環境教育施設である。

## 概要
自然観察を通じて自然保護教育を推進するため、1984年（昭和59年）に当時の環境庁によって、自然保護教育の拠点施設として「自然観察の森」の整備が計画された。桐生市街地の北西約6キロメートルにある川内町の里山を活用し、1989年（平成元年）4月に開園した。
16ヘクタールの敷地を有し、園内には展示コーナーやレクチャールームのあるネイチャーセンターや野鳥観察のための観察舎があり、園路は近隣の吾妻山・鳴神山の登山道や関東ふれあいの道（首都圏自然歩道）につながっている。

### 施設
- ネイチャーセンター
  - 展示コーナー
  - レクチャールーム

- さくらのみち
- なつつばきのみち
- にりんそうのみち
- うつぎのみち
- しだのみち
- あかまつのみち
- ちごゆりのみち
- みはらしのみち
- あじさいのみち
- やまぶきのみち
- かやのみち

- ハンミョウ広場
- サワガニの沢
- オオムラサキの森
- ホタルの沢
- バッタが原
- カワセミの池
- カブトムシの森
- シジュウカラの森
- ノスリの丘
- ゼフィルスの森
- キアゲハの丘
- サンコウチョウの森
- クワガタムシの森
- イトトンボの沼

### 交通
- 桐生駅（両毛線・わたらせ渓谷線）・新桐生駅（東武桐生線）より、おりひめバス川内線「自然観察の森」下車。

### 開園時間
- 夏季（3月 - 10月）
  - 午前9時 - 午後4時30分
- 冬季（11月 - 2月）
  - 午前9時30分 - 午後4時